# Österreichischer Frauen-Fußballcup 2014/15
Der Österreichische Frauen-Fußballcup wurde in der Saison 2014/15 zum 41. Mal ausgespielt. Als ÖFB-Ladies-Cup wurde er vom Österreichischen Fußballbund zum 23. Mal durchgeführt und begann am 16. August 2014 mit der ersten Runde und endete am 4. Juni 2015 mit dem Finale im Schuberth Stadion in Melk. Den Pokal ging zum 3. Mal in Folge an den FSK St. Pölten-Spratzern.

## Teilnehmende Mannschaften
Für den österreichischen Frauen-Fußballcup haben sich anhand der Teilnahme der Ligen der Saison 2014/15 folgende 32 Mannschaften, die nach der Saisonplatzierung der ÖFB Frauen-Bundesliga 2013/14 und der 2. Liga Mitte/West 2013/14 und der 2. Liga Ost/Süd 2013/14 geordnet sind, qualifiziert. Teams, die als durchgestrichen gekennzeichnet sind, nahmen am Wettbewerb aus diversen Gründen nicht am Wettbewerb teil oder sind zweite Mannschaften und spielten daher nicht um den Pokal mit. Weiters konnten noch der Landescupsieger, der Landesmeister oder auch Vertreter der Saison 2013/14 teilnehmen.
| ÖFB Frauen-Bundesliga (10) | 2. Liga Mitte/West (4) | 2. Liga Ost/Süd (4) |
| --- | --- | --- |
| - SV Neulengbach (NÖ) - FSK St. Pölten-Spratzern (NÖ) (C) - SKV Altenmarkt (NÖ) - FC Wacker Innsbruck (T) - USC Landhaus (W) - Union Kleinmünchen (OÖ) - FC Südburgenland (B) - SK Sturm Graz (ST) - DFC LUV Graz (ST) - ASK Erlaa (W) (RG) | - SG FC Bergheim/USK Hof (S) (RV) - RW Rankweil (V) - Union Geretsberg (OÖ) - Heeres SV Wals (S) - FFC Vorderland (OÖ) - Sportunion Wolfern (OÖ) - SPG FC Lustenau/SC Austria Lustenau/FC Höchst (V) - FC Wacker Innsbruck II (T)                             | - Carinthians Soccer Women (K) (A) - FSK St. Pölten-Spratzern II (NÖ) - SV Neulengbach II (NÖ) - SPG SC Wiener Neustadt/SV Gloggnitz (NÖ) - 1. DFC Leoben (ST) - ASK Women Soccer Bruck (NÖ) - USC Landhaus II (W) - FC Südburgenland II (B) - SPG FC Feldkirchen/SV Magdalensberg (K) - SKV Altenmarkt II (OÖ) (RG) - SK Sturm Graz II (ST) (RG) |
| Landescupsieger, Meister oder Meistervertreter aus der Landesliga (14) | | |
| - SC Neusiedl/See 1919 (B) (1KL1-W) - FC Mönchhof (B) (1KL2-W) - SV Spittal/Drau/SV Rothenthurn (K) (LM) (RV) - ATSV Hollabrunn (NÖ) (2LOS8.) (A) - SV Horn (NÖ) (2LOS11.) (A) - ASK Kottingbrunn (NÖ) (L2) | - ASKÖ Dionysen/Traun (OÖ) (LC) - SV Garsten (OÖ) (LM) - FC Pinzgau Saalfelden (S) (LM) - DFC Zeltweg (ST) (LC) - SK Sturm Graz II (ST) (LM), siehe 2. Liga Ost/Süd - SHT St. Margarethen/Raab (ST) (L3) - USV Hatzendorf (ST) (L5) - SV Strassgang (ST) (L7) | - SV Haiming (T) (LM) - SSV Neustift (T) (L5) - RW Rankweil (V) (LC), siehe 2. Liga Mitte/West - Dornbirner SV (V) (LM) - USC Landhaus III (W) (LC) (L2) - Wiener Sportklub (W) (LM) (RV) - MFFV ASKÖ 23 (W) (L3) - FC Altera Porta (W) (L4) |
| Erläuterungen Länderkürzel: (B): Burgenland, (K): Kärnten, (NÖ): Niederösterreich, (OÖ): Oberösterreich, (S): Salzburg, (ST): Steiermark, (T): Tirol, (V): Vorarlberg, (W): Wien; Vereins-Landes-Bewerbserfolg: (LC): Landescupsieger, (LCF): Landescupfinalist, (LM): Landesmeister, (Lx): x. Platz der Landesliga, (LN): Landesliga-Aufsteiger, (..-x): x Landesliga siehe Länderkürzel oder (1KL):1. Klasse | | |

| (C) | amtierender Cupsieger 2013/14    |
| (A) | Absteiger der Saison 2014/15     |
| (N) | Neuaufsteiger der Saison 2014/15 |

## Turnierverlauf

### 1. Cuprunde
Am Dienstag, 22. Juli wurden die Begegnungen der ersten Runde des Ladies CUP 2014/15 im Rahmen der Sitzung der Cupkommissionen ermittelt. Spieltermin für die 1. Runde sind der 16. und 17. August 2014.
| Datum                  |                                     | Ergebnis   |                                     |
| ---------------------- | ----------------------------------- | ---------- | ----------------------------------- |
| 15.8.2014 um 16:00 Uhr | ASK Women Soccer Bruck              | 0:6 (0:2)  | SKV Altenmarkt                      |
| 15.8.2014 um 17:00 Uhr | ATSV Hollabrunn                     | 1:13 (0:8) | SV Neulengbach                      |
| 16.8.2014 um 16:00 Uhr | SPG FC Feldkirchen/SV Magdalensberg | 0:11 (0:5) | DFC LUV Graz                        |
| 16.8.2014 um 16:00 Uhr | FC Pinzgau Saalfelden               | 0:2 (0:0)  | SSV Neustift                        |
| 16.8.2014 um 17:00 Uhr | Carinthians Soccer Women            | 4:1 (1:1)  | SV Spittal/SV Rothenturn            |
| 16.8.2014 um 19:00 Uhr | SV Horn                             | 1:7 (0:1)  | USC Landhaus                        |
| 17.8.2014 um 14:00 Uhr | SV Strassgang                       | 0:12 (0:5) | Union Kleinmünchen                  |
| 17.8.2014 um 14:00 Uhr | FFC Vorderland                      | 0:1 (0:1)  | SG FC Bergheim/USK Hof              |
| 17.8.2014 um 14:00 Uhr | ASK Kottingbrunn                    | 0:7 (0:1)  | FSK St. Pölten-Spratzern            |
| 17.8.2014 um 14:00 Uhr | USV Hatzendorf                      | 6:7 (3:0)  | SV Garsten                          |
| 17.8.2014 um 14:30 Uhr | SV Haiming                          | 1:7 (0:4)  | RW Rankweil                         |
| 17.8.2014 um 16:00 Uhr | MFFV ASKÖ 23                        | 1:9 (0:1)  | SPG SC Wiener Neustadt/SV Gloggnitz |
| 17.8.2014 um 17:00 Uhr | SHT St. Margarethen/Raab            | 1:5 (1:2)  | SK Sturm Graz                       |
| 17.8.2014 um 18:00 Uhr | Heeres SV Wals                      | 0:3 (0:0)  | FC Wacker Innsbruck                 |
| 17.8.2014 um 18:00 Uhr | SC Neusiedl/See 1919                | 1:16 (0:7) | ASK Erlaa                           |
| 19.8.2014 um 19:30 Uhr | FC Altera Porta                     | 0:7 (0:3)  | FC Südburgenland                    |

### 2. Cuprunde
| Datum                  |                                     | Ergebnis   |                          |
| ---------------------- | ----------------------------------- | ---------- | ------------------------ |
| 27.9.2014 um 15:00 Uhr | SPG SC Wiener Neustadt/SV Gloggnitz | 0:2 (0:2)  | SKV Altenmarkt           |
| 27.9.2014 um 15:00 Uhr | FC Südburgenland                    | 2:1 (0:1)  | ASK Erlaa                |
| 27.9.2014 um 15:00 Uhr | Carinthians Soccer Women            | 0:3 (0:1)  | USC Landhaus             |
| 27.9.2014 um 18:00 Uhr | SK Sturm Graz                       | 4:1 (2:0)  | DFC LUV Graz             |
| 28.9.2014 um 10:30 Uhr | SSV Neustift                        | 0:14 (0:6) | FSK St. Pölten-Spratzern |
| 28.9.2014 um 11:00 Uhr | RW Rankweil                         | 0:4 (0:2)  | Union Kleinmünchen       |
| 28.9.2014 um 14:00 Uhr | SG FC Bergheim/USK Hof              | 0:5 (0:4)  | SV Neulengbach           |
| 28.9.2014 um 14:00 Uhr | SV Garsten                          | 0:10 (0:5) | FC Wacker Innsbruck      |

### Viertelfinale
| Datum                   |                          | Ergebnis  |                     |
| ----------------------- | ------------------------ | --------- | ------------------- |
| 8.11.2014 um 13:30 Uhr  | SKV Altenmarkt           | 1:0 (0:0) | FC Wacker Innsbruck |
| 8.11.2014 um 16:30 Uhr  | FSK St. Pölten-Spratzern | 5:0 (2:0) | Union Kleinmünchen  |
| 8.11.2014 um 18:00 Uhr  | SK Sturm Graz            | 2:1 (1:0) | USC Landhaus        |
| 16.11.2014 um 13:00 Uhr | FC Südburgenland         | 1:7 (0:2) | SV Neulengbach      |

### Halbfinale
Die Auslosung für das Halbfinale fand am 12. Dezember 2014 statt.
| Datum                   |                | Ergebnis  |                          |
| ----------------------- | -------------- | --------- | ------------------------ |
| 18.04.2015 um 13:00 Uhr | SK Sturm Graz  | 0:3 (0:2) | SK Sturm Graz            |
| 18.04.2015 um 15:30 Uhr | SKV Altenmarkt | 0:4 (0:2) | FSK St. Pölten-Spratzern |

### Finale
Das Finale wurde im Schuberth Stadion, Melk in Niederösterreich vor 500 Zuschauern ausgetragen.
| 04.06.2015 um 16:00 Uhr | FSK St. Pölten-Spratzern | 4:3 (3:1) | SV Neulengbach |
| Tore: 1:0 Fanni Vago (2.), 2:0 Mateja Zver(17.), 3:0 Fanni Vago (23.), 3:1 Jana Vojtekova (43.), 3:2 Alexandra Bíróová (57.), 4:2 Nicole Billa (88.), 4:3 Nina Burger (91.) |                          |           |                |

## Torschützenliste
In der Torschützenliste des ÖFB Ladies-Cup belegte Nicole Bauer vom ASK Erlaa den ersten Platz.
| Pl. | Nat.       | Spieler      | Verein                   | Tore |
| --- | ---------- | ------------ | ------------------------ | ---- |
| 01. | Osterreich | Nicole Bauer | ASK Erlaa                | 8    |
| 02. | Osterreich | Nina Burger  | SV Neulengbach           | 7    |
| 03. | Osterreich | Susanna Koch | FC Südburgenland         | 6    |
| 03. | Osterreich | Nicole Billa | FSK St. Pölten-Spratzern | 6    |